# Лахті
Ла́хті (фін. Lahti, швед. Lahtis) — місто і комуна у Фінляндії, адміністративний центр провінції Пяйят-Гяме в Південна Фінляндія. Населення 120 700 жителів (2023).

## Географія
Розташоване на березі затоки в південній частині озера Весіярві, яке входить у систему озер Пяйянне.

### Клімат
Місто знаходиться в зоні, що характеризується вологим континентальним кліматом з теплим літом. Найтепліший місяць — липень із середньою температурою 16,7 °C (62 °F). Найхолодніший місяць — лютий, із середньою температурою −7,2 °С (19 °F).
| Клімат Лахті            | Клімат Лахті | Клімат Лахті | Клімат Лахті | Клімат Лахті | Клімат Лахті | Клімат Лахті | Клімат Лахті | Клімат Лахті | Клімат Лахті | Клімат Лахті | Клімат Лахті | Клімат Лахті | Клімат Лахті |
| Показник                | Січ.         | Лют.         | Бер.         | Квіт.        | Трав.        | Черв.        | Лип.         | Серп.        | Вер.         | Жовт.        | Лист.        | Груд.        | Рік          |
| Середній максимум, °C   | −2,2         | −2,8         | 1,1          | 7,8          | 16,1         | 18,9         | 22,2         | 18,9         | 12,8         | 7,2          | 1,1          | −1,1         | 8,3          |
| Середня температура, °C | −6,7         | −7,2         | −2,8         | 2,8          | 10           | 13,3         | 16,7         | 14,4         | 8,9          | 4,4          | −0,6         | −4,4         | 4,1          |
| Середній мінімум, °C    | −11,1        | −12,2        | −7,2         | −2,2         | 3,9          | 7,8          | 11,1         | 10           | 5            | 2,2          | −2,2         | −7,8         | −0,2         |
| Норма опадів, мм        | 50           | 30           | 40           | 30           | 40           | 60           | 70           | 80           | 70           | 60           | 70           | 50           | 650          |
| Днів з опадами          | 10           | 8            | 9            | 11           | 12           | 12           | 13           | 13           | 14           | 17           | 14           | 11           | 144          |
| Днів зі снігом          | 5            | 7            | 8            | 4            | 2            | 2            | 5            | 6            | 7            | 9            | 6            | 6            | 67           |
| Вологість повітря, %    | 90           | 90           | 80           | 70           | 65           | 70           | 75           | 80           | 85           | 90           | 95           | 95           | 82.1         |
| ----------------------- | ------------ | ------------ | ------------ | ------------ | ------------ | ------------ | ------------ | ------------ | ------------ | ------------ | ------------ | ------------ | ------------ |
| Джерело: Weatherbase    |              |              |              |              |              |              |              |              |              |              |              |              |              |

## Назва
Лахті в перекладі з фінської означає «затока».

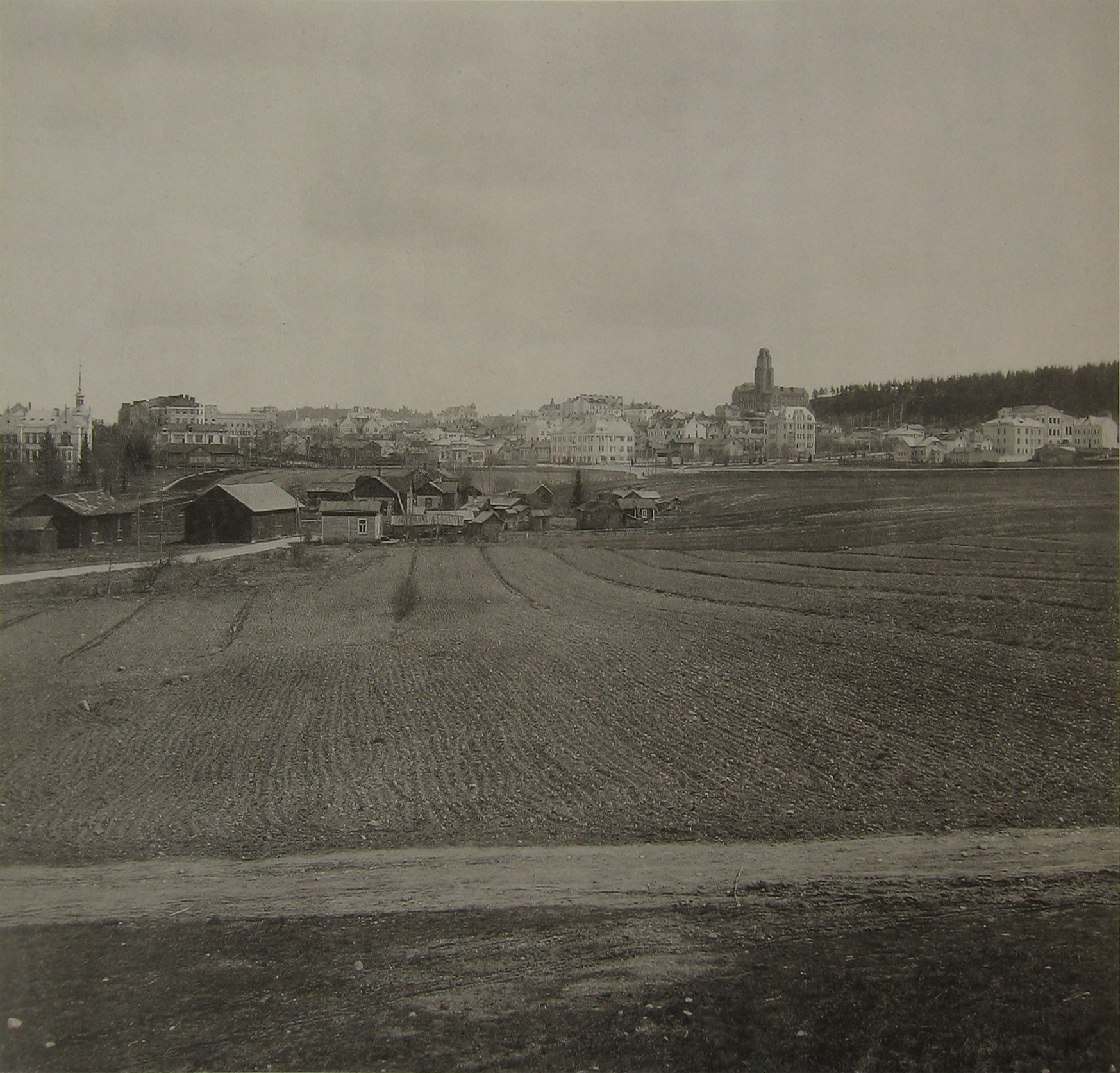
Лахті у 1913, краєвид зі сторони озера Весіярві. Будівля зі шпилем зліва — Історичний музей міста, справа височить міська ратуша.

## Історія
Уперше Лахті згадується в документах 1445 року як село волості Голлола. Розташовувалося на торговому шляху того часу — Верхній виборзькій дорозі (фін. Ylinen Viipurintie), яка з'єднувала Гямеенлінну й Виборг. У земельній книзі Гяме від 1558 року зазначено, що в селі Лахті налічувалося 24 будинки.
Статус міста надано 1905 року, коли в Лахті було до трьох тисяч жителів.
| Приріст населення Лахті, 1906—2008 | Приріст населення Лахті, 1906—2008 | Приріст населення Лахті, 1906—2008 | Приріст населення Лахті, 1906—2008 |
| Рік                                | Населення                          | Рік                                | Населення                          |
| ---------------------------------- | ---------------------------------- | ---------------------------------- | ---------------------------------- |
| 1906                               | 2 779                              | 1965                               | 79 829\|                           |
| 1910                               | 5 996                              | 1970                               | 88 393                             |
| 1915                               | 4 974                              | 1975                               | 94 862                             |
| 1920                               | 5 212                              | 1980                               | 94 767                             |
| 1925                               | 8 315                              | 1985                               | 94 447                             |
| 1930                               | 10 083                             | 1990                               | 93 151                             |
| 1935                               | 21 167                             | 1995                               | 95 119                             |
| 1940                               | 24 757                             | 2000                               | 96 921                             |
| 1945                               | 33 725                             | 2005                               | 98 349                             |
| 1950                               | 43 571                             | 2006                               | 98 413                             |
| 1955                               | 48 112                             | 2007                               | 99 236                             |
| 1960                               | 65 210                             | 2008                               | 100 095                            |

## Населення
Місто займає восьме місце за чисельністю населення у Фінляндії.

## Промисловість та економіка
Промисловість: деревообробна, текстильна, взуттєва, скляна, харчова.

## Культура
У Лахті щорічно проходять міжнародні фестивалі органної та джазової музики, виставки плакатів, семінари поетів та письменників. У липні вже протягом декількох років відбувається міський фестиваль «Lahden Yöt [Архівовано 9 листопада 2016 у Wayback Machine.]» («Ночі Лахті»).
Широко відомий, зокрема за кордоном, міський оркестр «Симфонія Лахті» (міський симфонічний оркестр Лахті, фін. Sinfonia Lahti) під керівництвом диригента Осмо Вянскя.

### Зал Сібеліуса
У Лахті розташований найбільший у Північній Європі концертний зал і конгрес-холл з дерева — Зал Сібеліуса (фін. Sibeliustalo, арх. Раймо Рясянен). Там постійно грає міський симфонічний оркестр.

### Музеї
- Міський історичний музей (фін. Lahden historiallinen museo).
- Художній музей Лахті (фін. Lahden taidemuseo). Спільно з ним працює Музей плакату (фін. Julistemuseo), де раз на два роки проходить Міжнародний бієннале плакату.
- Лижний музей (фін. Hiihtomuseo).
- Музей радіо та телебачення (фін. Radio- ja tv-museo).

### Радіо
У місті знаходиться радіостанція «Войма» (Voima), яка веде мовлення на всю провінцію Пяйят-Гяме.
(Пяйят-Гяме — 98,6 МГц, Кюменлааксо — 91,0 МГц, Західне Гяме (Ітя-Гяме) — 94,9 МГц)

## Спорт

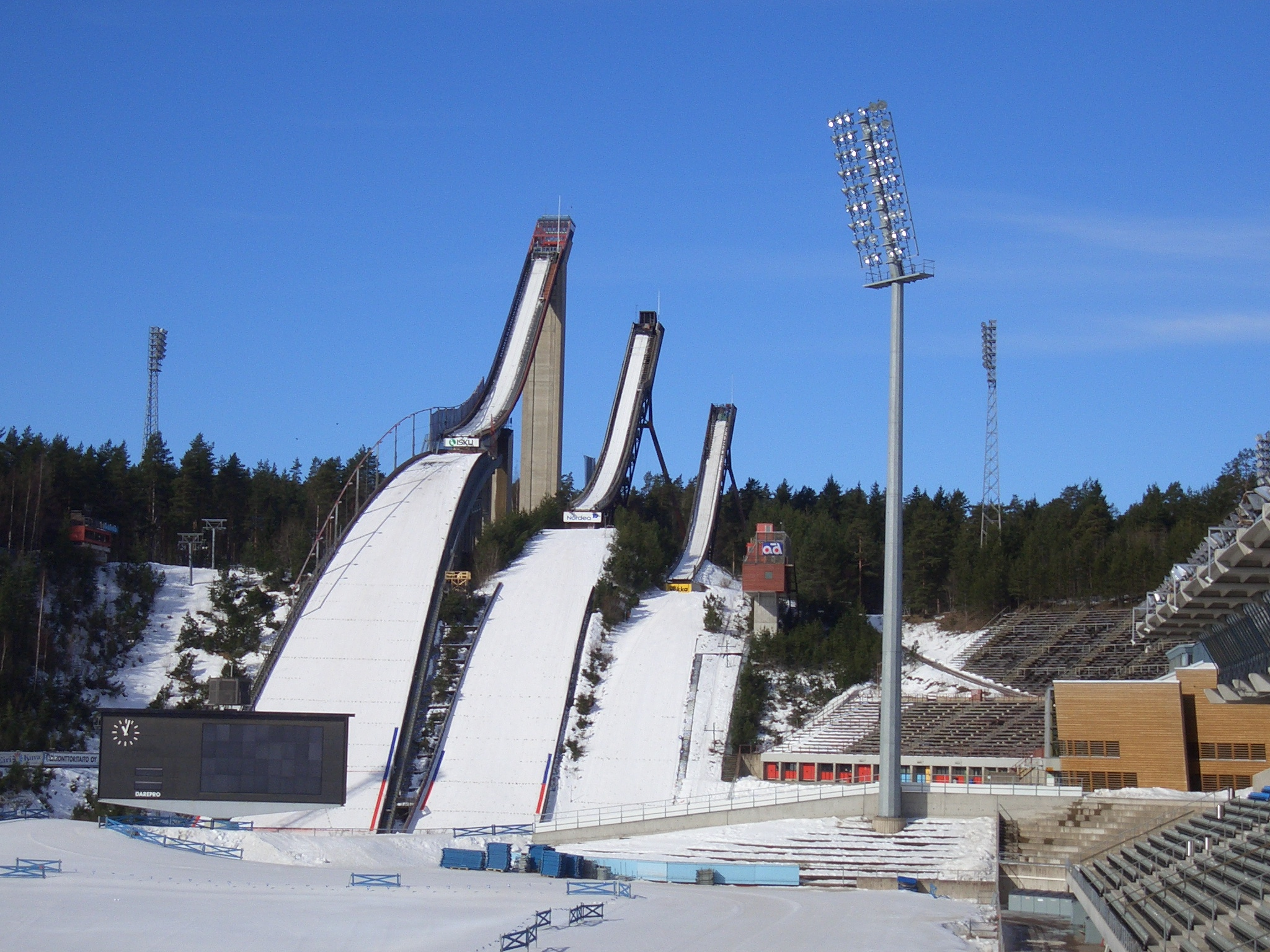
Лижні трампліни в спортивному центрі Лахті

Лахті відомий у міжнародному масштабі своїм чемпіонатом світу з зимових видів спорту (фін. Salpausselän kisat), який проводиться починаючи з 1923 року.
Місто тричі подавало заявку (разом зі шведським Оре) на організацію Зимових Олімпійських ігор 1964, 1968 та 1972 років, але поступилося Інсбруку, Греноблю та Саппоро відповідно.
Спортивний центр розташований недалеко від центру міста. Тут побудовані стадіони, басейни й комплекс Трампліни Салпаусселькі (фін. Salpausselän hyppyrimäet) з трьох лижних трамплінів, який став після багаторазових міжнародних змагань символом міста. У Лахті неодноразово проходили міжнародні чемпіонати з біатлону і лижному спорту.
5–7 березня 2010 року пройшов 85-й етап змагань з лижного спорту «Salpausselän kisat».
У червні 2009 року в Лахті на озері Весіярві пройшов етап «Формули-1» на воді.
В околицях міста є також чотири майданчики для гри в гольф.

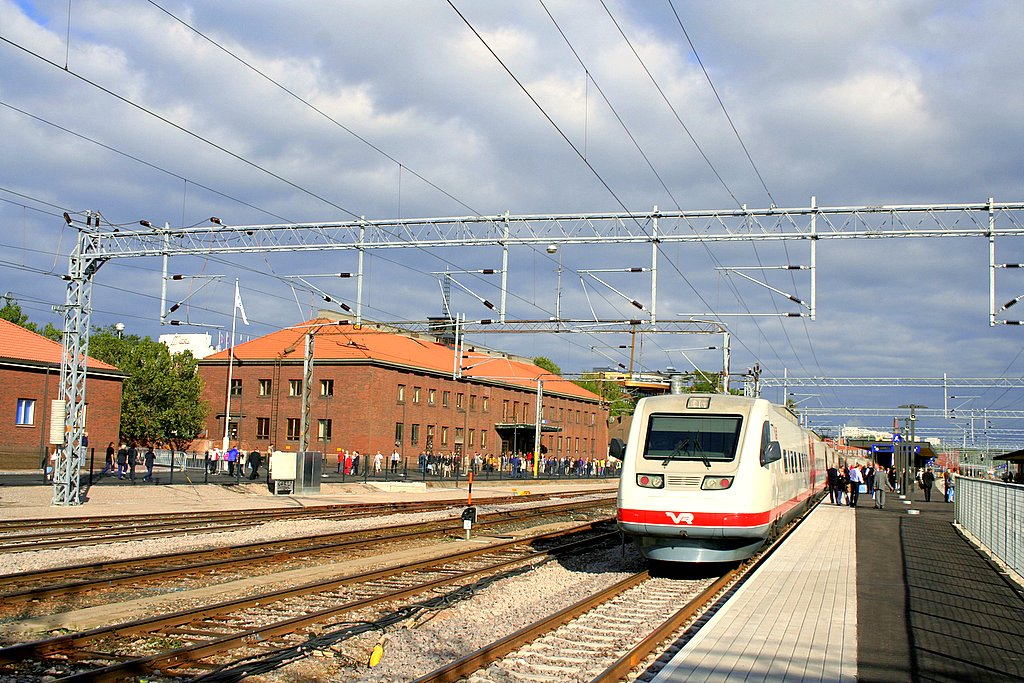

## Транспорт
У центрі міста знаходиться залізничний вокзал. Поїзди ходять в трьох напрямках: Гельсінки через Кераву, Рійгімякі, Коуволу. Також на станції Лахті зупиняються поїзди на Москву та Санкт-Петербург.
Залізнична гілка (фін. oikorata) Лахті — Керава протяжністю 75 км була відкрита 1 вересня 2006 року (рух почався 3 вересня). Це сучасна двоколійна лінія з трьома станціями.

## Міста-побратими[19]
- Акурейрі,  Ісландія
- Дзян,  КНР
- Гарміш-Партенкірхен,  Німеччина
- Калуга,  Росія
- Нарва,  Естонія
- Печ,  Угорщина
- Раннерс,  Данія
- Зуль,  Німеччина
- Вестерос,  Швеція
- Запоріжжя,  Україна
- Олесунн,  Норвегія
- графство Вустершир,  Англія

## Галерея

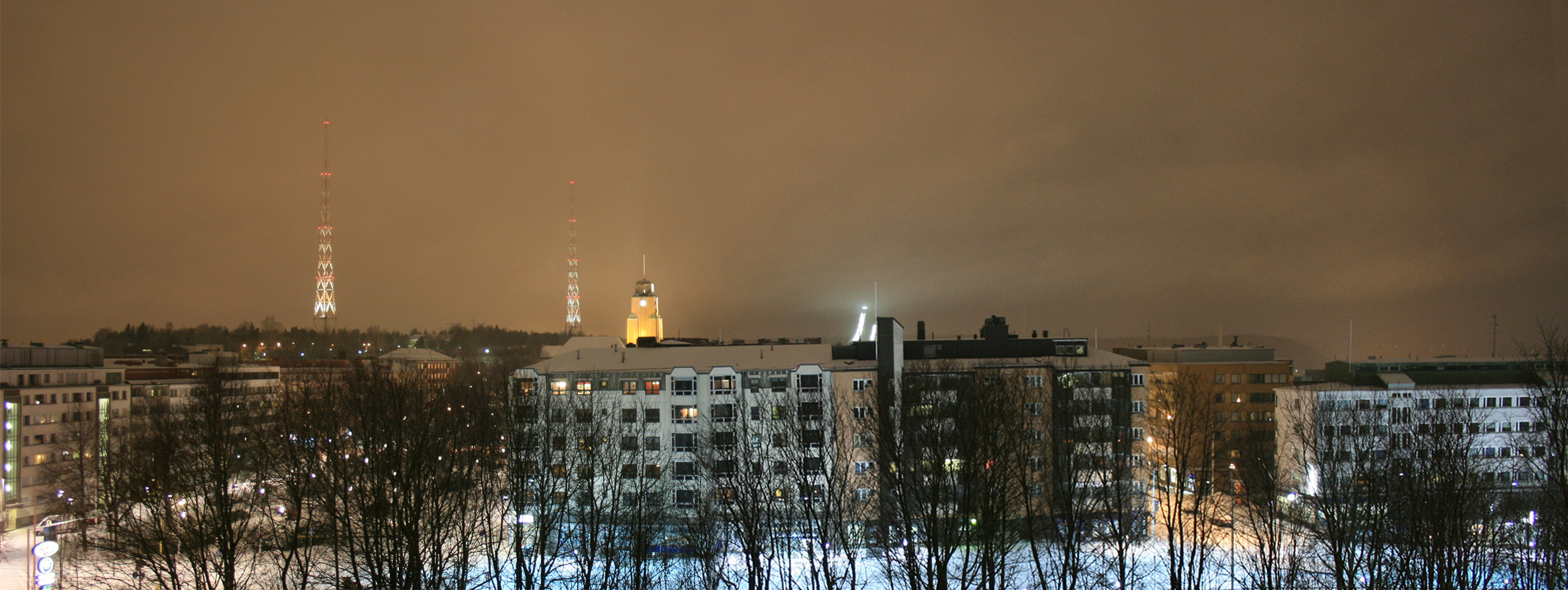
Центр зимового Лахті вночі.
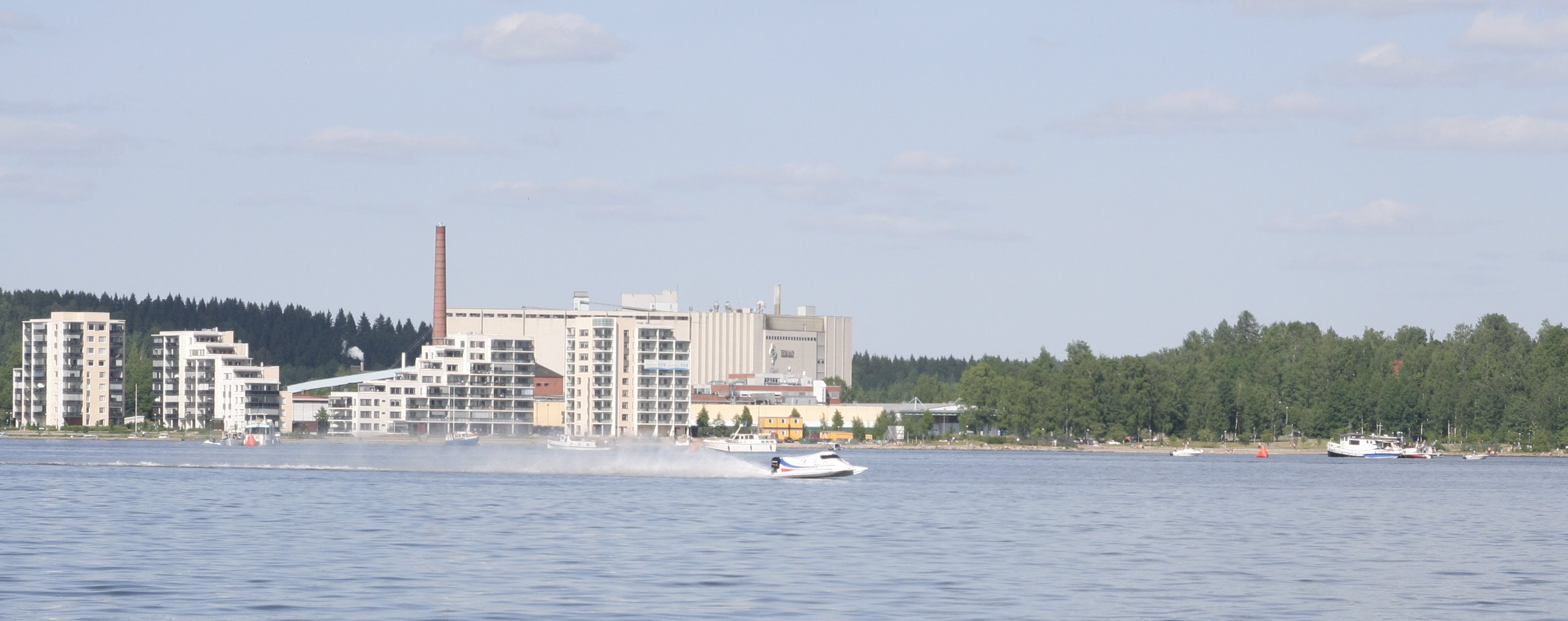
Болід «F1» на озері Весіярві, 7 червня 2008
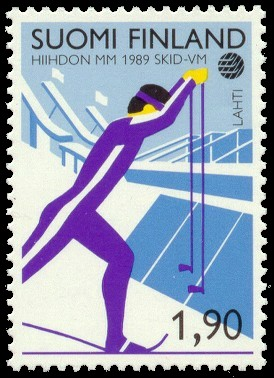